# عبد الكريم الجناني
عبد الكريم الجناني (مواليد 2 سبتمبر 1973 في الدار البيضاء)، لاعب كرة قدم مغربي في التسعينيات. كان يلعب كمهاجم، وحصل على البطولة الوطنية المغربية مرتين وكأس العرش مع الرجاء البيضاوي.

## سيرته
وُلد في 2 سبتمبر 1973 في الدار البيضاء تميز عبد الكريم الجناني بأرقى ناد في مسقط رأسه، الرجاء الرياضي. وبذلك فاز بالبطولة المغربية عامي 1996 و1997 وكأس العرش عام 1996 خلال موسم 1995-1996، انضم أيضًا إلى المنتخب المغربي: خلال اختياره الوحيد ضد أرمينيا، سجل هدفين.
في صيف عام 1997 انتقل عبد الكريم إلى فرنسا، وبالتحديد ستاد رين، أحد نوادي الدرجة الأولى. هذا هو أغلى انتقال في تاريخ البطولة المغربية في ذلك الوقت (1.25 مليون أورو).
أعلن أنه JPP الجديد وفقًا لبعض المؤيدين ، ظهر لأول مرة هناك في 2 أغسطس 1997 ، خلال رحلة إلى Toulouse FC ، والتي انتهت بالهزيمة. لكن عروضه الأولى كانت سيئة ، ولم يلعب جيناني سوى ثلاث مباريات مع نادي بريتون . في يناير 1998 ، تم إعارته إلى الدرجة الثانية في ستاد لافالوا. لعب تسع مباريات بالدوري هناك، وسجل هدفًا واحدًا لا يزال تحت عقد مع ستاد رين، تمت إعارته مرة أخرى في يونيو 1998 هذه المرة إلى نادي شينزين بينجان الصيني، لمدة ستة أشهر. في نهاية إعارته ، عاد إلى أوروبا ، هذه المرة في بطولة D2 السويسرية ، مع SR Delémont ، ثم في D1 مع Yverdon Sport.

## الإنجازات
- الرجاء الرياضي
  - البطولة الوطنية المغربية:
    - البطل: 1996 و1997

  - كأس العرش:
    - الفائز: 1996